# Gare de Carnolès
Gare de Carnolès vasútállomás Franciaországban, Roquebrune-Cap-Martin településen.

## Vasútvonalak
Az állomást az alábbi vasútvonalak érintik:
- Marseille–Ventimiglia-vasútvonal

## Kapcsolódó állomások
A vasútállomáshoz az alábbi állomások vannak a legközelebb:
- Gare de Roquebrune-Cap-Martin
- Gare de Menton